# Centar Milenijum
Le Centar Milenijum (en serbe cyrillique : Центар Миленијум) est une salle omnisports et une salle polyvalente située à Vršac, en Serbie, dans la province de Voïvodine. Elle sert de stade résident pour le club de basket-ball KK Hemofarm et accueille également des concerts et des spectacles.
Le Centar Milenijum peut accueillir environ 5000 spectateurs.

## Événements sportifs
- Championnat d'Europe de basket-ball 2005
- Universiade d'été de 2009
- Championnat d'Europe de handball masculin 2012